# کردتپه
کردتپه (به لاتین: Qurdtəpə، از ۵ اکتبر ۱۹۹۹ نووو دیمیتریفکا Novodmitriyevka) یک منطقه مسکونی در جمهوری آذربایجان است که در شهرستان شماخی واقع شده است. کردتپه ۸۰۴ نفر جمعیت دارد.